# Linnea Wennberg
Linnea Wennberg, född 21 januari 2003, är en svensk fotbollsspelare som spelar för Sollentuna FK- Hon har tidigare spelat för AIK.

## Karriär
Wennberg föddes den 21 januari 2003 på Akademiska Sjukhuset i Uppsala och är uppvuxen i Märsta utanför Stockholm. Vid 4 års ålder inledde hon sin spelarkarriär i moderklubben Märsta IK, där hon spelade fram till 2018 innan hon bytte klubb och började spela för AIK. I början av 2022 meddelade AIK att Wennberg och klubben hade kommit överens om ett A-lagskontrakt över säsongen 2023. Inför säsongen 2024 meddelade AIK att det inte blev något nytt kontrakt för Wennberg.